# Mittelartillerie
Unter Mittelartillerie versteht man die Geschütze mittleren Kalibers, die ab etwa 1880 auf Kriegsschiffen zur Abwehr kleinerer Seeziele bzw. zur Unterstützung der Hauptwaffen installiert wurden. Der Begriff ist nicht eng umgrenzt, meist werden jedoch damit auf Schlachtschiffen und größeren Kreuzern aufgestellte Geschütze mit einem Kaliber um 15 cm bezeichnet. Mit dem Ende der Ära der großen geschützbewehrten Kriegsschiffe nach dem Zweiten Weltkrieg ist diese Kategorisierung aber heute hinfällig geworden.

## Entstehung und Entwicklung
Das Ansteigen der Geschützkaliber auf den Panzerschiffen des späten 19. Jahrhunderts führte zu immer größer werdenden Ladepausen bei den schweren Geschützen. So konnte man um 1875 aus den schweren Schiffsgeschützen nur alle zwei bis fünf Minuten einen Schuss abgeben. Da gleichzeitig die Schiffspanzerung auf vitale Teile konzentriert wurde, hoffte man, mit schneller feuernden Geschützen der Mittelartillerie die Ladepausen überbrücken und schwere Schäden an den ungepanzerten Teilen des gegnerischen Schiffs anrichten zu können.
Diese Entwicklung wurde durch die Einführung von Schnellladekanonen (auch Schnellfeuergeschütze genannt) mittlerer Kaliber begünstigt. Auch gestützt auf die Erfahrungen der Seeschlacht am Yalu im Jahr 1894 gewann die Mittelartillerie an Bedeutung. Vorübergehend wurde die Mittelartillerie sogar als Hauptwaffe der Linienschiffe betrachtet.
Ungefähr zur selben Zeit, also ab den 1870er Jahren, wurden kleinkalibrige Geschütze (zuerst Kaliber 3,7 cm, später gesteigert bis 8,8 cm) zur Abwehr von Torpedobooten aufgestellt. Um 1900 hatte ein typisches Einheitslinienschiff neben einer Hauptbewaffnung von vier 30,5-cm-Geschützen und 10 bis 20 Torpedobootsabwehrgeschützen ein Dutzend 15-cm-Geschütze als Mittelartillerie (Dreiteilung der Schiffsartillerie).
Verbesserte Feuerleitverfahren ermöglichten ab Anfang des 20. Jahrhunderts größere Gefechtsentfernungen. Dabei war es notwendig, anhand der beobachteten Geschosseinschläge die Ausrichtung der Geschütze zu korrigieren. Hierdurch wurde die Schussfolge durch die Flugzeit der Geschosse begrenzt. Je mehr die zu erwartenden Gefechtsentfernungen anwuchsen, desto mehr verloren die Mittelartillerie ihren Vorteil der hohen Feuergeschwindigkeit gegenüber den Geschützen der schweren Artillerie.
Mit dem Übergang zum Großlinienschiff („All big gun ship“, „Dreadnought-Revolution“) verzichtete die britische Marine auf eine Mittelartillerie. Die deutsche Marine hingegen rüstete ihre Großkampfschiffe weiterhin mit 15-cm-Geschützen aus, da man für die Nordsee von Gefechtsentfernungen ausging, auf die die Mittelartillerie noch effektiv gegen die feindliche Schlachtflotte eingesetzt werden könnte.
Bis zum Ersten Weltkrieg stieg die Größe und Standfestigkeit der Torpedoboote bzw. Torpedobootszerstörer so weit an, dass man die bisherigen Kaliber der Torpedobootsabwehrgeschütze (7,6 cm, später 10,2 cm bei der Royal Navy; 8,8 cm bei der kaiserlichen Marine) als nicht mehr ausreichend betrachtete. Die Mittelartillerie übernahm deshalb zunehmend auch die Rolle der Torpedobootabwehr. Die US-Marine verwendete ab der Delaware-Klasse von 1908 durchgehend 12,7-cm-Geschütze als Mittelartillerie (siehe auch Florida-Klasse 1909 bis 1911 und Liste der Schlachtschiffklassen der United States Navy).
Die britische Nelson-Klasse von 1925 war die erste Klasse von Großkampfschiffen, die ihre Mittelartillerie komplett in Geschütztürmen statt in Kasematten führte.

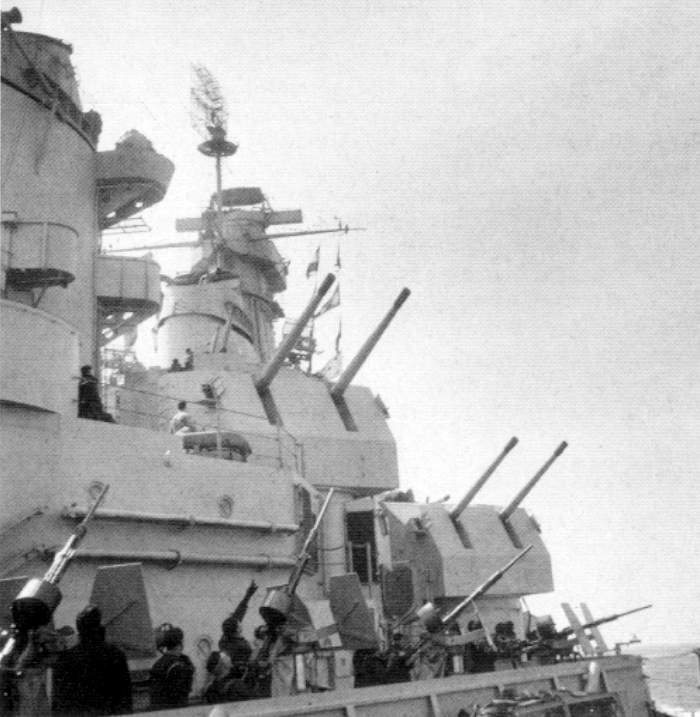
12,7-cm-Mehrzweckgeschütze der Iowa (Ansicht von Steuerbord achtern nach vorn)

In den 1930er Jahren wurde die Notwendigkeit einer schlagkräftigen Flugabwehr erkannt, und man begann als Mittelartillerie Mehrzweckgeschütze einzubauen, die sowohl gegen Luft- als auch gegen Seeziele eingesetzt werden konnten. Zuerst geschah dies bei den französischen Schlachtschiffen der Dunkerque-Klasse von 1935, die 16 13-cm-Luft-/Seezielgeschütze führten. Auch die britischen Schlachtschiffe der King-George-V-Klasse von 1939 führten Mehrzweckgeschütze vom Kaliber 13,3 cm. Besonders erfolgreich war die US-amerikanische Mehrzweckartillerie; die neuen amerikanischen Schlachtschiffe ab der North Carolina (Typschiff der North Carolina-Klasse) von 1940 führten zehn 12,7-cm-Zwillingstürme. Die Geschütze bewährten sich in Verbindung mit dem damals sehr fortschrittlichen Mk.-37-Feuerleitsystem insbesondere in der Luftabwehr, aber auch gegen Seeziele wie bei der zweiten Seeschlacht von Guadalcanal (November 1942) sowie beim Beschuss von Landzielen zur Unterstützung von Landungsoperationen.
Interessanterweise führte keine der Achsenmächte bei ihren Schiffen Mehrzweckgeschütze als Mittelartillerie ein. Bei der deutschen Marine könnte dies darauf zurückzuführen gewesen sein, dass die Schiffe auf die Handelskriegsführung hin ausgelegt waren. Die 15-cm-Geschütze waren dafür vorgesehen, feindliche Handelsschiffe schnell und ohne den teuren Einsatz der schweren Artillerie zu versenken. Sowohl deutsche als auch italienische Schlachtschiffe setzten ihre Mittelartillerie aber bei der Abwehr von Luftangriffen ergänzend zur schweren Flak zum Schießen von Sperrfeuer (Zonenschießen) ein.
Die in den USA zeitweise verwendeten und kurz vor der „Dreadnought-Revolution“ bei vielen Marinen eingeführten Zwischenkaliber von 20,3 cm bis 25,4 cm werden normalerweise nicht als Mittelartillerie bezeichnet. Ihre Bezeichnung rührt daher, dass sie vom Kaliber her zwischen Hauptbewaffnung und Mittelartillerie lagen.

## Leistungsparameter eines Mittelartillerie-Geschützes
(am Beispiel der 15-cm-Geschütze, die bei der deutschen Kriegsmarine im Zweiten Weltkrieg zum Einsatz kamen)
15-cm-SK C 34 (Schnellfeuerkanone; Konstruktionsjahr 1934):
- Rohrgewicht: 9,1 ts
- Rohrlänge: 8,2 m
- Geschossgewicht: 45,3 kg
- Mündungsgeschwindigkeit: 875 m/s
- max. Reichweite: 23 km
- Feuergeschwindigkeit: 6 Schuss/min